# Гибы (гмина)
Гибы (пол. Giby) — сельская гмина (волость) в Польше, входит как административная единица в Сейненский повет, Подляское воеводство. Население — 2991 человек (на 2004 год).

## Демография
| Перепись                       | Всего   | Всего | Женщины | Женщины | Мужчины | Мужчины |
| ------------------------------ | ------- | ----- | ------- | ------- | ------- | ------- |
| Единицы                        | человек | %     | человек | %       | человек | %       |
| Население                      | 2991    | 100   | 1503    | 50,3    | 1488    | 49,7    |
| Плотность населения (чел./км²) | 9,2     | 9,2   | 4,6     | 4,6     | 4,6     | 4,6     |

## Сельские округа
1. Алексеювка
2. Бялогуры
3. Бяложечка
4. Бяловерсне
5. Будвед
6. Даниловце
7. Дворчиско
8. Фронцки
9. Гибасувка
10. Гибы
11. Глембоки-Бруд
12. Гульбин
13. Иванувка
14. Каролин
15. Константынувка
16. Красне
17. Кукле
18. Окулек
19. Погожелец
20. Поможе
21. Посейнеле
22. Сарнетки
23. Становиско
24. Студзяны-Ляс
25. Тартачиско
26. Вельки-Бур
27. Версне
28. Высоки-Мост
29. Зельва

## Поселения
1. Бараки
2. Хылинки
3. Чарна-Ханьча
4. Дземянувка
5. Глембока-Бель
6. Липово
7. Мадкова-Руда
8. Мулы
9. Рыголь
10. Шлямы
11. Вилкокук
12. Вроне-Гуры

## Соседние гмины
1. Гмина Краснополь
2. Гмина Новинка
3. Гмина Пласка
4. Гмина Сейны